# 東日本大震災に対する義援金寄付
東日本大震災に対する義援金寄付（ひがしにほんだいしんさいにたいするぎえんきんきふ）では、東日本大震災に対する義援金寄付について記述する。

## 義援金寄付

### 国内
- NTTグループ：義援金10億円を拠出すると発表。
- 三菱東京UFJ銀行、三井住友銀行、みずほフィナンシャルグループ、新生銀行、野村證券、大和証券グループ、シティグループ・ジャパン・ホールディングス、バンク・オブ・アメリカ、エディオン、富士通がそれぞれ義援金を1億円拠出することを発表[1][2][3]。
- 日本郵政グループの日本郵政、ゆうちょ銀行、かんぽ生命保険は、それぞれが被災地に1億円ずつ義援金を送ると発表している[4]。
- 東芝：グループで5億円の拠出を表明した[3]。
- キヤノン：被災地の救済に義援金3億円を贈ることを表明した[5]。
- ジャパネットたかた:テレビ東京の番組内にて、日本経団連を通して、社会福祉法人中央共同募金会に、義援金5億円を寄付したことを表明した。
- トヨタ自動車[3]：義援金を3億円拠出する。
- 新日本製鐵：義援金5億円と食料・生活物資や資機材の提供などを支援[6]。
- 日本中央競馬会：義援金1億円を贈ることを表明した[7]。また、毎日杯を被災地支援競走として行い、1億2379万7655円の義援金を拠出した[8][9][10]。
- 任天堂：被災者の救済や復興のための義援金3億円を寄付することを表明した[11]。
- 日本たばこ産業：3億円の義援金を寄付する[12]。
- ユニクロを運営するファーストリテイリングは、グループ5社で3億円、グループ従業員有志から1億円を寄付する[13]。
- 日立グループ：3億円の支援を表明した[14]。
- 大東建託：3億円の寄付及び6ヶ月間の貸家の無償提供100部屋を表明[15]。
- 三菱電機：グループとして5億円の支援を表明[16]。
- 三菱重工業：グループとして5億円相当の支援を表明[17]。
- 三菱商事：4億円の支援を決定[18]。
- 三菱地所：グループで1億5000万円の支援を表明[19]。
- 三菱化学、田辺三菱製薬、三菱樹脂、三菱レイヨンが持株会社三菱ケミカルホールディングスとして1億円を、田辺三菱製薬は単独で別に1億円を拠出[20]。
- 麻生：グループで1億円の寄付を表明[21]。
- リコー：グループで3億円の支援を決定[22]。
- 電通：グループで1億円の義捐金を決定[23]。
- 博報堂DYホールディングス：グループで義援金1億円を寄付[24]。
- バンダイナムコグループ：1億円の寄付を表明[25]。
- ヨドバシカメラ：義援金として1億円を寄付[26]。
- エヌ・シー・ジャパン：5億円を寄付[27]。
- 三井物産：4億円の義捐金を拠出[28]。
- 伊藤忠商事：4億円の義援金を拠出[29]。
- 住友商事：4億円の義援金拠出を決定[30]。
- 東京エレクトロン：5億円の義援金拠出を決定[31]。
- エーザイ：2億円の義援金寄付を決定[32][33]。
- YKKグループ：義援金1億円を決定[34]。
- 双日：グループで1億円を支援[35]。
- 日本マクドナルド：義援金1億円を、米国マクドナルドコーポレーションが義援金200万ドルをそれぞれ支援[36]。
- 霧島酒造：義援金1億円の寄贈を実施[37]。
- タカラトミー：グループとして義援金1億円を寄付[38]。
- セガサミーホールディングス：グループで義援金2億円を寄贈[39]。
- 武田薬品工業：義援金3億円の寄付、医薬品を提供[33]。
- アステラス製薬：義援金1億円の寄付を決定[33]。
- 第一三共：義援金1億円およびマッチングギフト制度[注釈 1] による寄付、医薬品を提供[33]。
- 中外製薬：義援金1億円の寄付、医薬品を提供[33]。
- 塩野義製薬：義援金1億円およびマッチングギフト制度[注釈 1]による寄付[33]。
- ロート製薬：義援金1億円の寄付[33]。3月25日、社内に震災復興支援室を設立し、震災遺児などに対する長期支援をCSRとして行う事を発表[40]。
- 小林製薬：義援金1億円、衛生用品の寄付[33]。
- 旭化成：義援金1億円、サランラップ50万本寄付[33]。
- グラクソ・スミスクライン：義援金1億円、風邪薬、歯磨き粉、歯ブラシ製品を約8000万円分寄贈[33]。
- ヤンセン ファーマ：義援金1億5000万円の寄付[33]。
- 協和発酵キリン：義援金1億円と医薬品や水などを寄付[33]。
- 大日本住友製薬：義援金1億円の寄付、医薬品を提供[33]。
- 小野薬品工業：義援金1億円の寄付[33]。
- ツムラ：義援金1億円、医薬品を提供[33]。
- 参天製薬：義援金1億円およびマッチングギフト制度[注釈 1]による寄付、医薬品を提供[33]。
- 帝人：義援金1億円、毛布、マスク、防災マット、保温ウェアなど提供[33]。
- マルホ：義援金1億円の寄付[33]。
- 大正製薬：義援金1億円の寄付[33]。
- 明治ホールディングス：義援金1億円、食品および医薬品の提供[33]。
- イーライリリー・アンド・カンパニー：義援金1億円の寄付[41]。
- アストラゼネカ：義援金1億円およびマッチングギフト制度[注釈 1]による寄付[41]。
- ベーリンガーインゲルハイム：義援金1億円およびマッチングギフト制度[注釈 1]による寄付、消炎鎮痛剤、感冒薬などの医薬品提供[41]。
- 杏林製薬：義援金1億円、医薬品の提供[41]。
- 科研製薬：義援金1億円の寄付[41]。
- スギホールディングス：グループとして義援金1億円の寄付[42]。
- カプコン：義援金1億円を寄贈[43]。
- 楽天：グループで義援金3億円を贈る[44]。
- ニコン：緊急援助1億円を支援[45]。
- ブラザー工業：グループで義援金1億円を拠出[46]。
- 豊田自動織機：義援金1億円を支援[47]。
- マルハン：義援金5億円、従業員からの募金3000万円[48]。
- スクウェア・エニックス：義援金1億円の寄付[49]。
- 青山商事：義援金3億円を寄付する[50]。
- 東ソー[51]、髙島屋[52]、東急グループ[53] がそれぞれ義援金を1億円拠出する。
- 丸紅：グループで4億円相当の支援[54]。
- 豊田通商：1億円の義援金を寄付[55]。
- JTB：義援金1億円の寄付を発表[56]。
- 全日本空輸：義援金1億円を寄付。また、救援物資の無償輸送、救出・医療支援者への座席無料提供[57]。
- 日本証券業協会：協会として1億円を寄付。また、東京証券取引所と大阪証券取引所もそれぞれ1億円を拠出する[58]。
- ニプロ：義援金および医療器材・医薬品1億4000万円相当の支援を表明[59]。
- AKB48プロジェクト（株式会社秋元康事務所、AKS、AKB48、SKE48、NMB48、SDN48）がファンと共に合計6億円余りを寄付（「誰かのために」プロジェクト）。
- 24時間テレビチャリティー委員会が義援金を緊急募集し、集まった8億3千万円を被災5県へ贈呈[60]。
- ソニーが3億円と懐中電灯・手回し発電機付きラジオ「ICF-B02」3万台を寄付。

ロート製薬・カゴメ・エバラ食品工業　は4社共同で公益財団法人みちのく未来基金を設立し
被災して保護者を失った子供たちに対する大学や専門学校への進学費用を助ける奨学金を設立した。
この基金は寄付を受けた金額全てを奨学金として運用できるようスタッフ全員の人件費・事務所経費等すべてを4社で負担し
寄付金全額の奨学金への使用を可能にしている。
なお、この奨学金は返済不要であり、他の奨学金との併用も許可されている。

### 国外
各国・地域からの義援金については「東日本大震災に対する日本国外の対応」も参照。

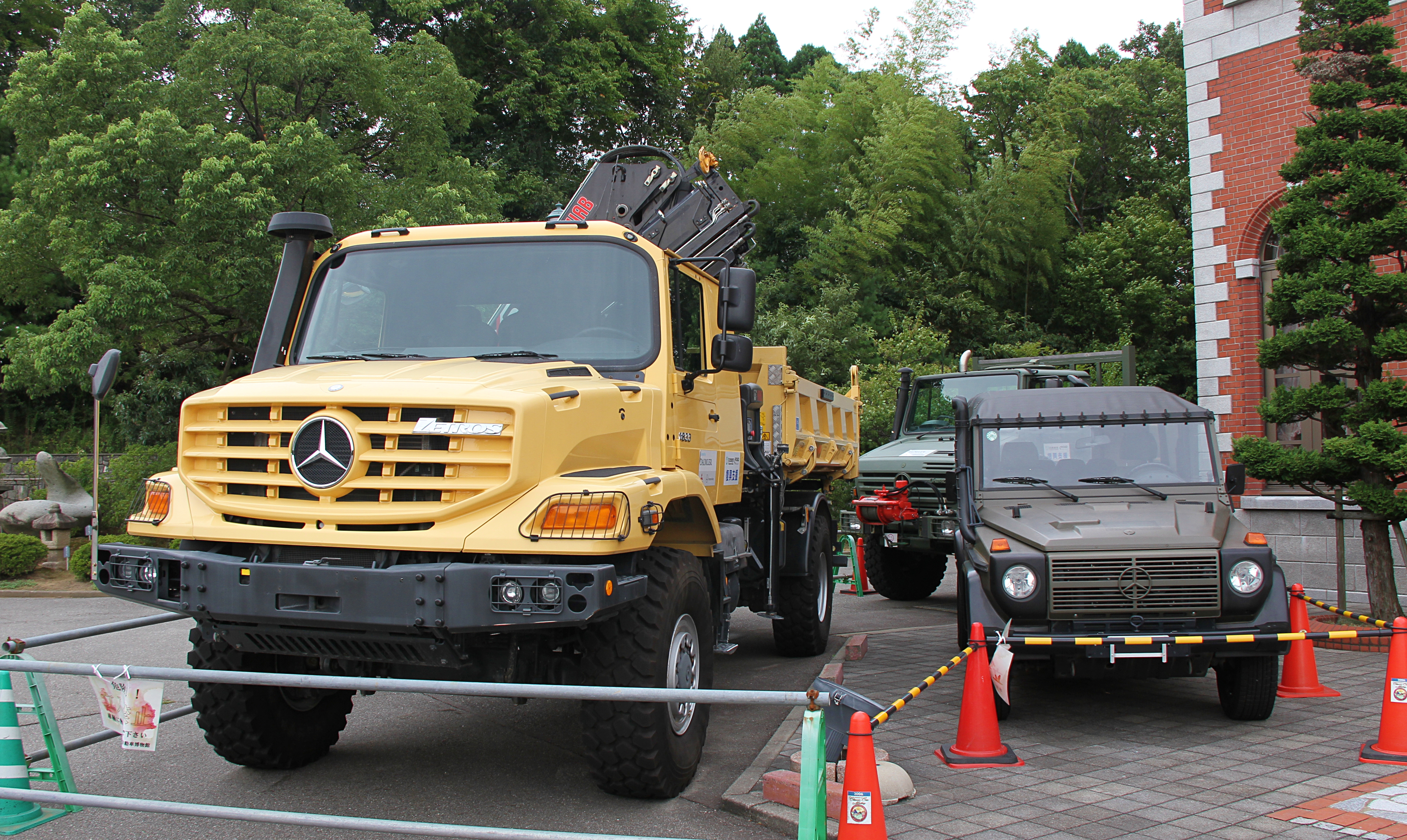
ダイムラーAGより日本財団に提供され、後に日本自動車博物館に寄贈された車両。
手前左から、メルセデス・ベンツ・ゼトロス、メルセデス・ベンツ・Gクラス。奥はウニモグ。
ダイムラーが提供した車両には日本国内法規に合わない車両もあったため、日本政府との交渉により2年間限定の国内使用許可を得て活用され、使用期限が切れた写真の3台が日本財団より日本自動車博物館に寄贈された。

- 独ダイムラーAG：初動支援として200万ユーロ（約2億3000万円）の寄付を発表[62]。日本財団の仲介により被災地の支援活動用としてウニモグ他20台の車両をドイツより空輸して提供その他三菱製キャンター30台を提供
- バロックジャパンリミテッド：売上金額より総額1億円の寄付を表明。
- LVMH：傘下のルイ・ヴィトンやモエ・エ・シャンドン等を含めたグループ全体で5億円の寄付を表明。
- ニューヨーク・ヤンキースは赤十字などを通じ、被災者に向け義援金10万ドル送ると発表した[63]。
- ウォルト・ディズニー・カンパニー：日本赤十字に250万ドル、社員から約100万ドルの計350万ドルを寄付[64]。
- ゼネラルモーターズ：財団を通じ、義援金50万ドルを寄付[65]。
- QVCジャパン：アメリカ、イギリス、ドイツ、イタリアのQVCと合同で1億1,000万円、社員からの寄付、地震発生後休止していた放送再開初日の最初の1時間[注釈 2] の売上げ全てを義援金として、日本赤十字社を通じて寄付[66]。
- 独ロバート・ボッシュ：100万ユーロ（約1億1500万円）を日本赤十字に寄付する[67][68]。
- 米コーチ・インク：義援金4億円を寄付する[69]。
- バイエル：義援金88万ユーロ、マッチングギフト制度[注釈 1]により最大25万ユーロの義援金、12万ユーロ相当の医薬品、生活用品等の物資を提供[41]。
- ファイザー：義援金300万ドルを寄付[41]。
- メルク・アンド・カンパニー：義援金125万ドル、医薬品を提供[41]。
- アボット：アボット基金から義援金300万ドルを寄付[33]。
- 米キャタピラー：日本法人キャタピラージャパンと共同で、総額300万ドル相当の義援金、及び建設機械等の支援。[70]